# يوتا الكلب الأكبر
يوتا الكلب الأكبر هو نجم  عملاق متغير، يتميز هذا النجم بقدر ظاهري يتراوح بين 4.36  وَ4.40، و يعادل بعد هذا النَّجم عن الأرض حوالي 3100 سنة ضوئية، وله سرعة شعاعية  تقدرب 41,20 كم/ثا.

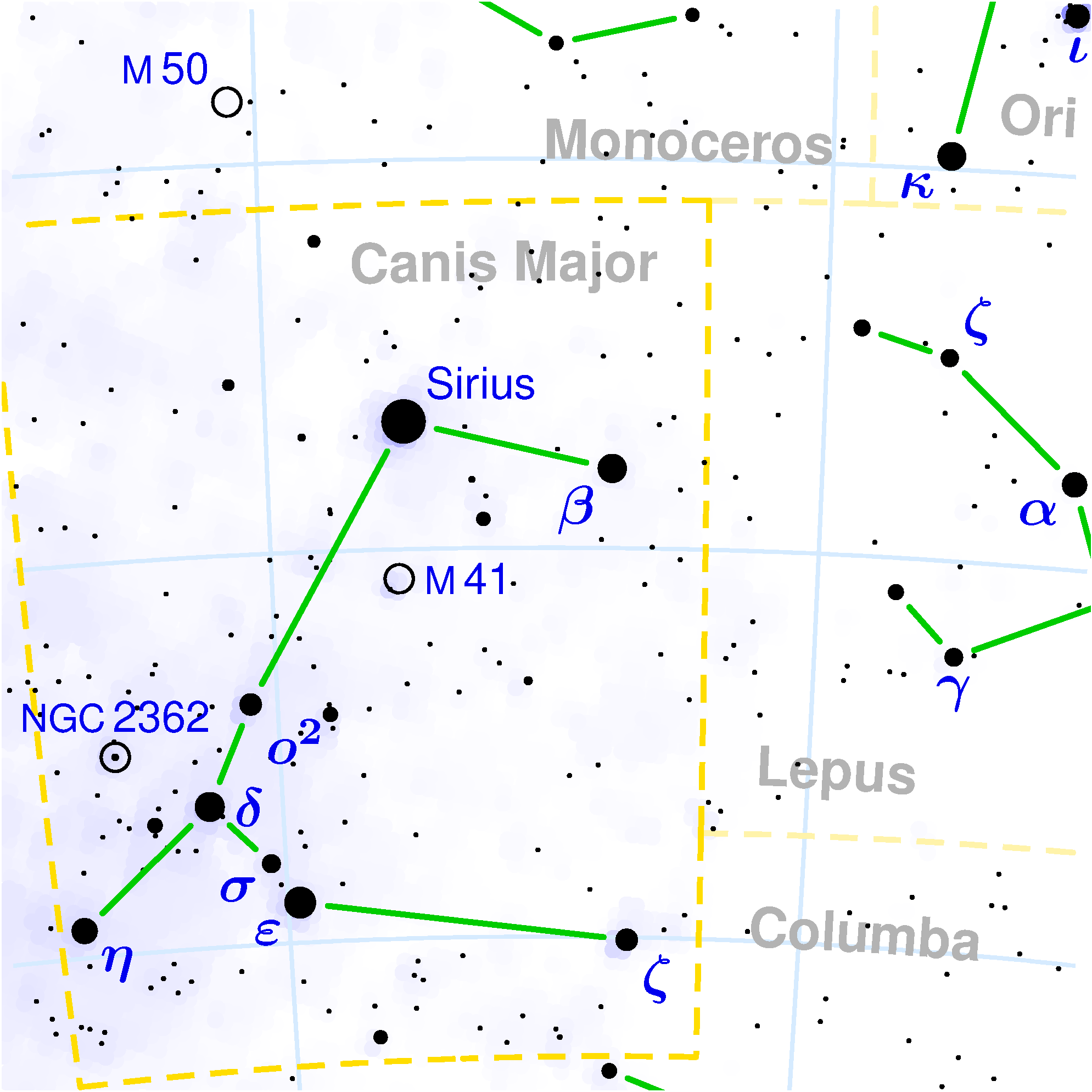
موقع النَّجم : كوكبة الكلب ألأكبر